# Østersøens udviklingshistorie
 Denne artikel bør gennemlæses af en person med fagkendskab for at sikre den faglige korrekthed.

Østersøen er benævnelsen for det indhav, som strækker sig fra Bottenviken i nord til de indre danske farvande mod sydvest, og som omgrænses af den skandinaviske halvø, Finland, de baltiske lande og det mellemeuropæiske fastland, og Østersøens udviklingshistorie kendetegnes ved de forandringer, dette farvands havoverflade gennem tiden har gennemgået, betinget af skiftende længere kulde- og varmetider (istider og mellemistider) og i forbindelse hermed af de forhold i forbindelse med det tryk, som iskappen over den skandinaviske halvø udøvede, og omvendt lettelsen ved iskappens bortsmeltning på den ene side og den forandring i vandmængden, som kunne fylde og til tider fyldte dette bassin, og som på sin side var betinget af binding under istiderne, frigivelse under mellemistiderne på den anden.
Mellem det som i dag er Sverige og Finland findes en sænkning, Østersø-sænkningen som på skift har været fyldt med salt-, brak- eller ferskvand.

## Eemhavet 130.000 – 115.000 f. Kr.
Eemhavet kaldes det hav som under Eem-mellemistidenen for 130 000 – 115 000 år siden antages at have omgivet Skandinavien-Finland, som så var en stor ø. Eemhavet fyldte Østersø-sænkningen og der var brede forbindelser over Sjælland til Nordsøen og sandsynligvis også over Karelen til Hvidehavet og Ishavet.

## Den baltiske issø 11.500 – 8.300 f. Kr.
Den baltiske issø var en stor ferskvandssø og forgænger til Østersøen. Den skabtes, da indlandsisen i senglacial tid gradvist begyndte at trække sig tilbage mod nord, og der dannedes et ferskvandsreservoir i den sydlige del af Østersø-bassinet.
Søen blev opdæmmet dels af de omgivende landområder, dels af indlandsisen; den havde kun udløb til verdenshavet i nordøst, ved Hvidehavet. Øresund og Bælterne fandtes endnu ikke.
I Yngre Dryas havde isen trukket sig tilgage mod nord, så Den baltiske issø kun var adskilt fra Vesterhavet ved Billingen. Den tømtes til sidst ud via Billingen. Efter tidligere teorier gennem en stor tømnings-katastrofe. I dag er den dominerende teori, at det skete gradvist.

## Yoldiahavet 8.300 – 7.500 f. Kr.
Yoldiahavet er geologernes navn på en fase i Østersø-bassinets historie, hvor brakvand rådede, efter at Den Baltiske issø var tømt og vandoverfladen var sunket til det daværende havniveau. Yoldiahavet blev senere til Ancylussøen. Al vandskifte mellem Yoldiahavet og Vesterhavet skete via sund i Mellemsverige, først via smalle sund i den nordlige del af Hökensås og senere, i forbindelse med saltvands-indtrængen via et sund ved Närke. Der rådede dog stadig brakvandsforhold i en 150–200 år lang periode under Yoldiahavets mellemste del. På den tid indvandrede saltvandssorganismer til Østersøen,- foruden muslingen Yoldia arctica (i dag Portlandia arctica), som har givet Yoldiahavets dets navn, også enkelte arter af foraminiferer som Elphidium excavatum og ostracoder som Cytheropteron montrosiense.

## Ancylussøen 7.500 – 6.000 f. Kr.
Ancylussøen (en) opstod da der indtraf en landhævning, således at forbindelsen mellem Yoldiahavet og Skagerrak/Kattegat blev mere og mere grundt. De salte bundstrømme kunne ikke trænge ind i Østersø-bækkenet og der opstod en ferskvandssø; Ancylussøen. Søen har fået sit navn efter en snegl, Ancylus fluviatilis, som lever i ferskvand.

## Mastogloiahavet 6.000 – 5.500 f. Kr.
Mastogloiahavet (en) er en betegnelse på det brakvandshav som var et overgangsstadie fra den ferske Ancylussø til det salte Littorinahav.

## Littorinahavet 5.500 – 2.000 f.Kr.
Ancylussøen havde ingen forbindelse til verdenshavet og påvirkedes derfor ikke umiddelbart af havets stigning. Men efterhånden som klimaet blev varmere fortsatte den arktiske is med at smelte, og havets overfladeniveau steg. Efterhånden steg havoverfladen så meget, at det trængte ind over Øresundsområdet, og saltvand dermed kom ind i Østersø-bækkenet. Det nye saltvandshav som skabtes, kaldtes Littorinahavet efter saltvandssneglen Littorina littorea. I begyndelsen var saltindholdet ikke særligt højt, og dette overgangsstadium benævnes Mastogloiahavet. Det tog flere hundrede år inden saltindholdet nåede sit maksimum.

## Limneahavet 2.000 f.Kr. – nutid
Da Littorinahavet var på sit højeste var forbindelserne med verdenshavet betydeligt bredere og dybere end nu, saltindholdet var også højere. Imidlertid aftog havets stigning medens landhævningen fortsatte. Dette førte til at forbindelserne blev grundere og smallere og at mindre saltvand kom ind i Østersø-bækkenet. En langsom mindskning af saltindholdet blev konsekvensen. Dette overgangsstadium mellem Litorinahavet og den nuværende Østersø plejer man at kalde Limneahavet efter ferskvandsneglen Limnea ovata.